# Rhapsodie hongroise no 2 de Liszt
Rhapsodie hongroise no 2, S. 244/2, est la deuxième d'une série de dix-neuf Rhapsodies hongroises du compositeur Franz Liszt. Elle est de loin la plus célèbre de la série. Peu de solos de piano ont atteint une telle popularité.
Elle a donné au pianiste l'occasion de révéler ses compétences exceptionnelles de virtuose, tout en offrant à l'auditeur un attrait immédiat et irrésistible. Elle est considérée, dans le répertoire pour piano solo, comme l'une des œuvres requérant le plus de maîtrise technique dans son exécution.
Autant sous la forme originale jouée au piano solo que dans la version orchestrée, cette composition est appréciée et très utilisée dans les dessins animés. Ses thèmes ont également servi de base à plusieurs chansons populaires.

## Contexte
Le compositeur d'origine hongroise et pianiste Franz Liszt a été fortement influencé par la musique entendue dans sa jeunesse, celle qu'il considérait comme de la musique folklorique hongroise en particulier, avec sa gamme gitane unique, la spontanéité rythmique et facile d'accès, son expression séduisante. Ces éléments auraient joué un rôle important dans les compositions de Liszt. Bien que les œuvres de ce compositeur prolifique soient très variées dans le style, une part relativement importante de sa production est nationaliste dans l'âme, les Rhapsodies hongroises formant un exemple idéal.
Composée en 1847 et dédiée au comte László Teleki, la Rhapsodie hongroise no 2 est publiée dans sa version pour piano solo en 1851 par Senff et Ricordi. Son succès immédiat et la popularité en salle de concert ont rapidement conduit à une version orchestrée, arrangée par le compositeur en collaboration avec Franz Doppler, et publiée par Schuberth. En plus de la version orchestrale, le compositeur crée une version piano à quatre mains en 1874, que publie Schuberth l'année suivante.
Vers la fin du XIXe siècle et au début du XXe siècle, la difficulté d'exécution de cette musique dans sa version pour piano solo est devenue officieusement un passage obligé pour tout pianiste remarquable voulant prouver sa dextérité. Le morceau est joué généralement en finale grandiose d'un concert. Presque tous les plus grands pianistes de cette époque étaient attendus sur cette musique par leur public. Offrant un contraste remarquable à la partie lente de la csárdás : lassan, grave et dramatique, la suite friska (qui signifie rapide) galvanise ses auditeurs, avec l'alternance d'harmonie dominante et tonique, ses rythmes très marqués et entraînants, et des passages de piano à couper le souffle.
La particularité assez inhabituelle dans cette composition est l'invitation du compositeur à laisser l'interprète improviser une cadence originale, bien que la plupart des pianistes choisissent de décliner ce genre d'invitation. En 1997, Marc-André Hamelin a cependant joué une cadence qui est depuis devenue célèbre pour son originalité, sa musicalité et son enjouement. Sergueï Rachmaninov a également écrit une cadence célèbre pour son interprétation. D'autres pianistes ont établi leurs propres versions de la Rhapsodie avec des changements allant au-delà de la simple modification de cadence, notamment Vladimir Horowitz en 1953.

## L'œuvre
Cette pièce est constituée de deux parties distinctes.
La première est le lassan ou lento (lent), avec une introduction brève mais marquante. Bien que commençant avec un accord de trois notes en do dièse majeur, l'accord en do dièse mineur devient la règle. Par la suite, le compositeur module librement. Le caractère du lassan est plutôt sombre et mélancolique, cependant relevé par des passages ludiques et capricieux.
La seconde est friska ou allegro (rapide). Cette partie commence en fa dièse mineur, puis juste avant l'introduction du thème principal la musique passe en fa dièse majeur et le restera jusqu'à la fin. Friska est la partie qui requiert le plus de maitrise, notamment à cause de la vitesse à laquelle s’exécute cette partie. Vient après la cadence le Finale qui demande beaucoup de maitrise technique en partie à cause de l'indication martellato en plus d'octaves aux deux mains.

## Dans la culture populaire

### Au cinéma
La Seconde Rhapsodie Hongroise est bien connue du fait de son utilisation fréquente dans les dessins animés anglo-saxons. La première utilisation de la pièce dans un cartoon se trouve dans The Opry House en 1929 : la souris Mickey Mouse tient une petite salle dans laquelle il réalise un spectacle avec différents personnages qu'il incarne tour à tour ; le dernier rôle étant le rôle de pianiste, avec lequel il exécute différentes pièces comme la rhapsodie hongroise ou le fameux prélude en ut dièse mineur de Rachmaninov.
En 1941, Rhapsodie en marteau piqueur met en scène de façon humoristique un chef de chantier qui mène la construction d'un immeuble sous cet air.  Rhapsody Rabbit en 1946 dans lequel Bugs Bunny tient le rôle du pianiste, suivi de The Cat Concerto (datant de 1946 également) avec Tom et Jerry, dans lequel Tom (le pianiste) exécute tant bien que mal son morceau à cause des interruptions de Jerry.
Ce titre est également interprété dans le film musical Phil Spitalny and His Musical Queens (1934).

### Dans la chanson française
Le thème de la rhapsodie est utilisé dans la chanson L'alcool, écrite par Francis Blanche et Michel Emer, chantée par Les Quatre Barbus.